# Station Wecker
Station Wecker (Luxemburgs: Gare Wecker) is een spoorwegstation in de plaats Wecker in de Luxemburgse gemeente Biwer.
Het station wordt beheerd door de Luxemburgse vervoerder CFL en ligt aan lijn 3.

## Treindienst
| Serie        | Treinsoort             | Route                                                                                              | Bijzonderheden                        |
| ------------ | ---------------------- | -------------------------------------------------------------------------------------------------- | ------------------------------------- |
| RE 4850      | Regional-Express (CFL) | Luxemburg – Wecker – Wasserbillig                                                                  | Op werkdagen, één trein per dag.      |
| RE 5100RE 11 | Regional-Express (CFL) | Luxemburg – Wecker – Wasserbillig – Igel – Trier Hbf – Wittlich Hbf – Cochem (Mosel) – Koblenz Hbf |                                       |
| RB 4800      | Regionalbahn (CFL)     | Luxemburg – Wecker – Wasserbillig                                                                  |                                       |
| RB 5150      | Regionalbahn (CFL)     | Luxemburg – Wecker – Wasserbillig – Trier Hbf                                                      | Op werkdagen, enkele treinen per dag. |

CFL Lijn 3:
Luxemburg · Cents-Hamm · Sandweiler-Contern · Oetrange · Munsbach · Roodt · Betzdorf · Wecker · Manternach · Mertert · Wasserbillig
Zie ook: CFL Lijn 1 · CFL Lijn 2 · CFL Lijn 4 · CFL Lijn 5 · CFL Lijn 6 · CFL Lijn 6a · CFL Lijn 6b · CFL Lijn 6c · CFL Lijn 7